# Woodlark
Woodlark (nazwy miejscowe: Muyuw, Murua) – wyspa na Oceanie Spokojnym, na Morzu Salomona, położona na wschód od wyspy Nowa Gwinea. Wchodzi w skład Papui-Nowej Gwinei, prowincji Milne Bay.